# Dezember-Phöniciniden
Die Dezember-Phöniciniden sind ein Meteorstrom, welcher von mitteleuropäischen Breitengraden aus nicht beobachtbar ist. Die Dezember-Phöniciniden sind zwischen dem 28. November und 9. Dezember aktiv und besitzen ihr Maximum am 1. Dezember. Der Komet 289P/Blanplain gilt als Mutterkörper.
Dieser Meteorstrom besitzt eine variable ZHR, welche gewöhnlich bei 3 Meteoren pro Stunde liegt. Jedoch wurden in einigen Jahren kurz andauernde Aktivitätsausbrüche von bis zu 100 Meteoren pro Stunde beobachtet.